# NIC-38B
La NIC-38B  es una importante carretera nacional clasificada como colectora secundaria en Nicaragua. Esta vía comienza en el Sur, conectándose con la NIC-32B y NIC-38A en San Juan de Limay, Departamento de Estelí y culmina en la NIC-1 en Palacagüina en el departamento de Madriz.

## Extensión
Con una extensión de 27,96 millas (45,0 km), la NIC-38B juega un rol clave en la conectividad y transporte de la región.